# Annalena Rieke
Annalena Rieke (* 10. Januar 1999 in Steinbeck) ist eine deutsche Fußballspielerin.

## Karriere

### Vereine
Rieke begann im Alter von sechs Jahren beim SV Grün-Weiß Steinbeck 1930 mit dem Fußballspielen und wechselte mit 14 Jahren zum FSV Gütersloh 2009. Im Sommer 2015 konnte sie sich durch gute Leistungen in der B-Jugend für die Seniorenmannschaft des FSV Gütersloh 2009 empfehlen und feierte am 13. September 2015 ihr Seniorendebüt in der 2. Frauen-Bundesliga Nord bei einer 2:1-Niederlage beim 1. FC Lübars. Nach ihrer ersten Seniorensaison konnte sie sich für einen Frauen-Bundesliga-Vertrag empfehlen und wechselte am 16. Mai 2016 mit dem Trainer Christian Franz-Pohlmann zum FF USV Jena. Am 4. September 2016 gab sie im Alter von 17 Jahren ihr Debüt in der Frauen-Bundesliga, als sie bei einem 2:0-Sieg über Bayer 04 Leverkusen in der 80. Minute für Ivana Rudelic eingewechselt wurde. Am 13. Juli 2018 wechselte Rieke zur SGS Essen, bei der sie einen Zweijahresvertrag unterzeichnete. Rieke kam in nur sieben Punktspielen in der 2. Bundesliga Nord für die zweite Mannschaft von Essen zum Einsatz, woraufhin sie am 14. Juni 2019 zu FSV Gütersloh 2009 zurückkehrte. Zur Saison 2022/23 kehrte Rieke zur SGS Essen zurück. Nach 66 Pflichtspielen in drei Spielzeiten unterzeichnete Rieke im Sommer 2025 einen bis Juni 2029 datierten Vertrag bei der AS Rom.

### Nationalmannschaft
Rieke spielte von 2013 bis 2014 für die deutsche U15-Nationalmannschaft in drei Länderspielen und erzielte zwei Tore. Zwischen 2014 und 2015 spielte sie für die U16-Nationalmannschaft in sieben Länderspielen und nahm im Juli 2015 am Wettbewerb um den Nordic-Cup teil. Von September 2015 bis zum Herbst 2016 spielte Rieke für die U17-Nationalmannschaft und gewann mit der Mannschaft die Europameisterschaft 2016 in Belarus. Im September 2016 wurde sie in den Kader für die U17-WM in Jordanien berufen.